# Moraine Lake
Moraine Lake is een bergmeer in Banff National Park in de Canadese provincie Alberta, op 14 kilometer van het dorp Lake Louise. Het meer ligt in de Rocky Mountains, in de Valley of the Ten Peaks, op een hoogte van 1885 meter. Het heeft een oppervlakte van 50 hectare.
Het meer wordt gevoed door smeltwater (onder andere van gletsjers), waardoor het zijn maximale waterstand pas bereikt tegen het midden of het einde van de maand juni. Wanneer het meer helemaal gevuld is, reflecteert het een aparte, azuurblauwe tint. De unieke kleur wordt veroorzaakt door de lichtbreking op het gletsjerstof (door gletsjerwerking tot poeder geërodeerde rots).